# Crioceras
Crioceras  es un género monotípico de planta con flor con una única especie:  Crioceras dipladeniiflorum (Stapf) K.Schum. in H.G.A.Engler & K.A.E.Prantl , perteneciente a  la familia de las Apocynaceae. Es originaria del centro y oeste de África tropical donde se distribuye por Congo y Gabón.

## Descripción
Es un arbusto con hojas sessiles, panduriformes o obovadas o  elíptica-lanceoladas y cuneadas. Las inflorescencias pedunculadas con brácteas ovadas. El fruto en forma de folículos con dos alas estrechas laterales.

## Taxonomía
Crioceras dipladeniiflorum  fue descrita por (Stapf) K.Schum. in H.G.A.Engler & K.A.E.Prantl y publicado en Nat. Pflanzenfam. Nachtr. 2: 56 1900.
Sinónimos
- Tabernaemontana dipladeniiflora Stapf (1894).
- Crioceras longiflorus Pierre (1897).[1]